# Marilândia do Sul
Marilândia do Sul est une municipalité brésilienne située dans l'État du Paraná.